# Anton Polster
Anton "Toni" Polster (Viena, Austria, 10 de marzo de 1964) es un exfutbolista y entrenador austriaco. Jugaba de delantero centro, su primer equipo fue el FK Austria Viena y destacó sobre todo en su etapa en el Sevilla F. C.

## Trayectoria
Desde 1973 hasta 1981 jugó en las categorías inferiores del Austria de Viena y un breve periodo militó en el SC Simmering.
En 1982 debutó como profesional con el Austria de Viena. Tras conseguir tres títulos consecutivos de la Liga austriaca en 1984, 1985 y 1986, años en los que, además, fue máximo goleador de la competición, marchó al Torino FC, club italiano en el que permaneció una temporada (1987-1988).
En la temporada 86-87 era el máximo favorito para alcanzar la Bota de Oro pero irregularidades cometidas en la liga rumana permitieron que Rodion Cămătaru, quien supuestamente había anotado 20 goles en los últimos 6 partidos, le privara del premio durante 2 años. A pesar de las quejas, le fue entregado primero a Cămătaru, pero finalmente la UEFA en 1990 decidió entregar otro premio a Toni por considerar la invalidez de la marca del jugador rumano, aunque este no fue desposeído del trofeo. A efectos oficiales Polster aparece como ganador legítimo.
Finalizada la temporada 1987-88, Polster marchó a la Liga española para jugar exitosamente en el Sevilla FC. En este club llegó a ser segundo máximo goleador de la Liga, logrando la Bota de Plata con 33 goles, tras el madridista Hugo Sánchez (38). Además, estuvo a punto de lograr el Trofeo Pichichi en 1990. Posteriormente jugó para el CD Logroñés (temporada 1991-1992) y el Rayo Vallecano (1992-1993).
Desde 1993, y durante 5 años, militó en el FC Colonia, de la Bundesliga alemana, en el que, durante la temporada 1994-1995, formó junto con Bruno Labbadia una de las parejas atacantes más peligrosas de la competición alemana. En 1998 fichó por el Borussia Mönchengladbach y puso fin a su trayectoria como jugador en el SV Weiden 1914/75, club de su país.

## Selección nacional
Debutó en con la selección absoluta de Austria en noviembre de 1982 frente a Turquía, e inmediatamente anotó su primer gol.
Participó en dos fases finales de la Copa del Mundo, las que tuvieron lugar en Italia (1990) y Francia (1998), donde anotó un gol agónico en el último minuto frente a Camerún. En ambos mundiales Austria quedó en primera fase.
Finalizada esta última, anunció que no volvería a jugar con su combinado nacional, con el que había disputado un total de 95 partidos internacionales y había anotado 44 goles.

### Participaciones en Copas del Mundo
| Mundial                        | Sede    | Resultado    | Partidos | Goles | Prom. |
| ------------------------------ | ------- | ------------ | -------- | ----- | ----- |
| Copa Mundial de Fútbol de 1990 | Italia  | Primera fase | 3        | 0     | 0.00  |
| Copa Mundial de Fútbol de 1998 | Francia | Primera fase | 3        | 1     | 0.33  |

## Estadísticas
Datos actualizados al fin de la carrera deportiva.
| Austria Wien · Austria |               |               |     |     |    |    |    |     |     |      |      |
| 1.ª | 1982-83       | 26            | 11  | 2   | 3  | 8  | 5  | 36  | 19  | 0.52 |      |
| 1.ª | 1983-84       | 23            | 13  | 8   | 10 | 8  | 1  | 39  | 24  | 0.61 |      |
| 1.ª | 1984-85       | 29            | 24  | 6   | 9  | 6  | 3  | 41  | 36  | 0.87 |      |
| 1.ª | 1985-86       | 34            | 33  | 6   | 9  | 6  | 3  | 41  | 37  | 0.90 |      |
| 1.ª | 1986-87       | 34            | 39  | 5   | 5  | 4  | 3  | 43  | 47  | 1.09 |      |
| Total club | Total club    | 146           | 120 | 27  | 36 | 32 | 15 | 220 | 171 | 0.77 |      |
| Torino · Italia |               |               |     |     |    |    |    |     |     |      |      |
| 1.ª | 1987-88       | 28            | 9   | 12  | 5  | -  | -  | 40  | 13  | 0.32 |      |
| Total club | Total club    | 28            | 9   | 12  | 5  | 0  | 0  | 40  | 13  | 0.32 |      |
| Sevilla · España |               |               |     |     |    |    |    |     |     |      |      |
| 1.ª | 1988-89       | 32            | 9   | 2   | 0  | -  | -  | 34  | 9   | 0.26 |      |
| 1.ª | 1989-90       | 35            | 33  | 2   | 0  | -  | -  | 37  | 33  | 0.86 |      |
| 1.ª | 1990-91       | 35            | 13  | 4   | 1  | 4  | 1  | 43  | 15  | 0.34 |      |
| Total club | Total club    | 102           | 54  | 8   | 1  | 4  | 1  | 116 | 56  | 0.48 |      |
| Logroñés · España |               |               |     |     |    |    |    |     |     |      |      |
| 1.ª | 1991-92       | 38            | 14  | 8   | 8  | -  | -  | 46  | 22  | 0.47 |      |
| Total club | Total club    | 38            | 14  | 8   | 8  | 0  | 0  | 46  | 22  | 0.47 |      |
| Rayo Vallecano · España |               |               |     |     |    |    |    |     |     |      |      |
| 1.ª | 1992-93       | 31            | 14  | 3   | 0  | -  | -  | 34  | 14  | 0.41 |      |
| Total club | Total club    | 31            | 14  | 3   | 0  | 0  | 0  | 34  | 14  | 0.41 |      |
| Köln · Alemania |               |               |     |     |    |    |    |     |     |      |      |
| 1.ª | 1993-94       | 25            | 17  | 1   | 2  | -  | -  | 26  | 19  | 0.73 |      |
| 1.ª | 1994-95       | 32            | 17  | 5   | 2  | -  | -  | 37  | 19  | 0.51 |      |
| 1.ª | 1995-96       | 28            | 11  | 1   | 0  | 4  | 3  | 33  | 14  | 0.42 |      |
| 1.ª | 1996-97       | 32            | 21  | 1   | 0  | -  | -  | 33  | 21  | 0.63 |      |
| 1.ª | 1997-98       | 33            | 13  | 1   | 0  | 5  | 2  | 39  | 15  | 0.38 |      |
| Total club | Total club    | 150           | 79  | 9   | 4  | 9  | 5  | 172 | 88  | 0.51 |      |
| Borussia Mönchengladbach · Alemania |               |               |     |     |    |    |    |     |     |      |      |
| 1.ª | 1998-99       | 31            | 11  | 4   | 3  | -  | -  | 35  | 14  | 0.40 |      |
| 2.ª | 1999          | 7             | 4   | 1   | 0  | -  | -  | 8   | 4   | 0.50 |      |
| Total club | Total club    | 38            | 15  | 5   | 3  | 0  | 0  | 43  | 18  | 0.41 |      |
| Red Bull Salzburg · Austria |               |               |     |     |    |    |    |     |     |      |      |
| 1.ª | 2000          | 12            | 2   | 2   | 0  | -  | -  | 14  | 2   | 0.14 |      |
| Total club | Total club    | 12            | 2   | 2   | 0  | 0  | 0  | 14  | 2   | 0.14 |      |
| Total carrera | Total carrera | Total carrera | 545 | 307 | 74 | 57 | 45 | 21  | 664 | 385  | 0.57 |
| (2) Incluye datos de la Copa de Austria, Supercopa de Austria, Copa Italia, Copa del Rey. (3) Incluye datos de la Recopa de Europa, Copa UEFA, Copa de Campeones de Europa, Copa Intertoto de la UEFA. (4) No se consideran goles en encuentros amistosos. |               |               |     |     |    |    |    |     |     |      |      |

### Selección nacional
| Selección         | Año   | Amistoso | Amistoso | Eliminatorias | Eliminatorias | Eliminatorias EURO | Eliminatorias EURO | Mundial | Mundial | Total | Total | Prom. |
| Selección         | Año   | PJ       | G        | PJ            | G             | PJ                 | G                  | PJ      | G       | PJ    | G     | Prom. |
| ----------------- | ----- | -------- | -------- | ------------- | ------------- | ------------------ | ------------------ | ------- | ------- | ----- | ----- | ----- |
| Austria · Austria |       |          |          |               |               |                    |                    |         |         |       |       |       |
| 1982              | -     | -        | -        | -             | 1             | 1                  | -                  | -       | 1       | 1     | 1.00  |       |
| 1984              | 1     | 0        | 2        | 0             | -             | -                  | -                  | -       | 3       | 0     | 0.00  |       |
| 1985              | 1     | 0        | 3        | 1             | -             | -                  | -                  | -       | 4       | 1     | 0.25  |       |
| 1986              | 4     | 4        | -        | -             | 2             | 1                  | -                  | -       | 6       | 5     | 0.83  |       |
| 1987              | 2     | 0        | -        | -             | 4             | 2                  | -                  | -       | 6       | 2     | 0.33  |       |
| 1988              | 4     | 0        | 2        | 1             | -             | -                  | -                  | -       | 6       | 1     | 0.17  |       |
| 1989              | 1     | 0        | 5        | 4             | -             | -                  | -                  | -       | 6       | 1     | 0.17  |       |
| 1990              | 4     | 1        | -        | -             | 3             | 0                  | 3                  | 0       | 10      | 1     | 0.10  |       |
| 1991              | 2     | 0        | -        | -             | -             | -                  | -                  | -       | 2       | 0     | 0.00  |       |
| 1992              | 6     | 4        | 2        | 1             | -             | -                  | -                  | -       | 8       | 5     | 0.63  |       |
| 1993              | 1     | 0        | 6        | 1             | -             | -                  | -                  | -       | 7       | 1     | 0.14  |       |
| 1994              | 4     | 1        | -        | -             | 3             | 4                  | -                  | -       | 7       | 5     | 0.71  |       |
| 1995              | -     | -        | -        | -             | 7             | 7                  | -                  | -       | 7       | 7     | 1.00  |       |
| 1996              | 3     | 1        | 3        | 1             | -             | -                  | -                  | -       | 6       | 2     | 0.33  |       |
| 1997              | 1     | 0        | 7        | 6             | -             | -                  | -                  | -       | 8       | 6     | 0.75  |       |
| 1998              | 4     | 2        | -        | -             | -             | -                  | 3                  | 1       | 7       | 3     | 0.43  |       |
| 2000              | 1     | 0        | -        | -             | -             | -                  | -                  | -       | 1       | 0     | 0.00  |       |
| Total             | Total | 39       | 13       | 30            | 15            | 20                 | 15                 | 6       | 1       | 95    | 44    | 0.46  |

## Palmarés
Austria de Viena
- Liga de Austria: 3 (1984, 1985, 1986).
- Copa de Austria (1986).

Individual
- Máximo goleador de lla liga austriaca: 3 (1985, 1986, 1987).
- Bota de Oro 1986-87. FK Austria de Viena.
- Bota de Plata 1989-1990. Sevilla FC.